# Unión de la Juventud Revolucionaria de Laos
La Unión de la Juventud Revolucionaria de Laos (en laosiano: ສະຫະພັນຊາວໜຸ່ມປະຊາຊົນປະຕິວັດລາວ ) es una organización de masas de Laos, dedicada a movilizar a los jóvenes a través del país con vistas a contribuir al desarrollo nacional. Es el ala joven del Partido Popular Revolucionario de Laos. 
La asociación tiene su origen en el año 1955 fue fundado como la asociación de jóvenes combatientes y ahora tiene unos 243.500 miembros registrados, con edades comprendidas entre los 15 y los 30 años. 
La Unión de la Juventud Revolucionaria de Laos pone especial énfasis en los campos de la información, los medios de comunicación, el entretenimiento, el arte y la música. La organización opera a nivel provincial, municipal, a nivel de distrito y de pueblo, y colabora con países extranjeros y organizaciones internacionales en una amplia gama de actividades y de programas.  
La organización tiene un departamento de imprenta y de medios electrónicos que publica la revista Nok Hien Bin (el pequeño pájaro) y el diario Noum Lao y también desarrolla programas de televisión y de radio para los jóvenes. 